# Richard-Wagner-Platz (Berlins tunnelbana)
Richard-Wagner-Platz är en tunnelbanestation i Berlins tunnelbana för linje U7 som fått sitt namn efter platsen Richard-Wagner-Platz som i sin tur är uppkallad efter Richard Wagner. Den första stationen öppnades för trafik 1906 under namnet Wilhelmplatz. Dagens station öppnade för trafik 1978 och är formgiven av Rainer G. Rümmler.
Den första tunnelbanestationen på platsen öppnade 1906 under namnet Wilhelmplatz och fick sitt namn efter Friedrich Wilhelm I. Den fick namnet Richard-Wagner-Platz 1935. Stationen var när den uppfördes slutstation på tunnelbanans sträckning västerut på vad som då var Berlins första tunnelbanelinje. Det var en förlängning från Ernst-Reuter-Platz. Arkitekten Alfred Grenander skapade den som en säckstation med tre spår. I och med att tunnelbanan sträcktes vidare ut mot Theodor-Heuss-Platz kom denna station att få en något udda placering i systemet då den blev ett sidospår från stationen Bismarckstrasse, dagens Deutsche Oper. De sista åren kom därför pendeltrafik att ske mellan Deutsche Oper och Richard-Wagner-Platz på en linje som hette linje 5. Den lades slutligen ner 1970.
1978 öppnades dagens station i samband med att linje U7 förlängdes från Fehrbelliner Platz. Då hade man rivit den gamla stationen 1974. Den nya stationen är skapad av Rainer G. Rümmler och har detaljer tagna ur Richard Wagners verk.

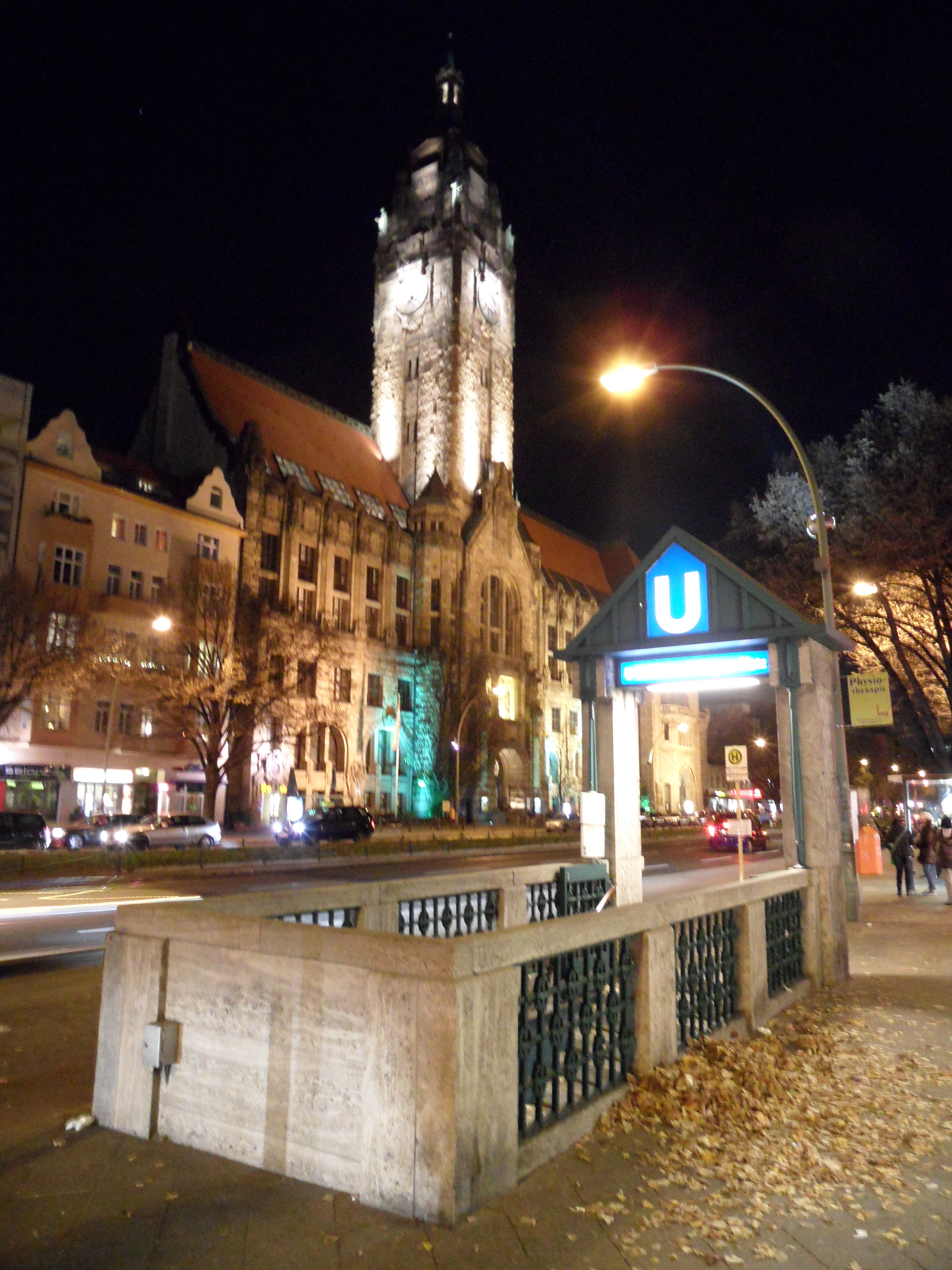
Gammal entré från stationen som låg här 1906
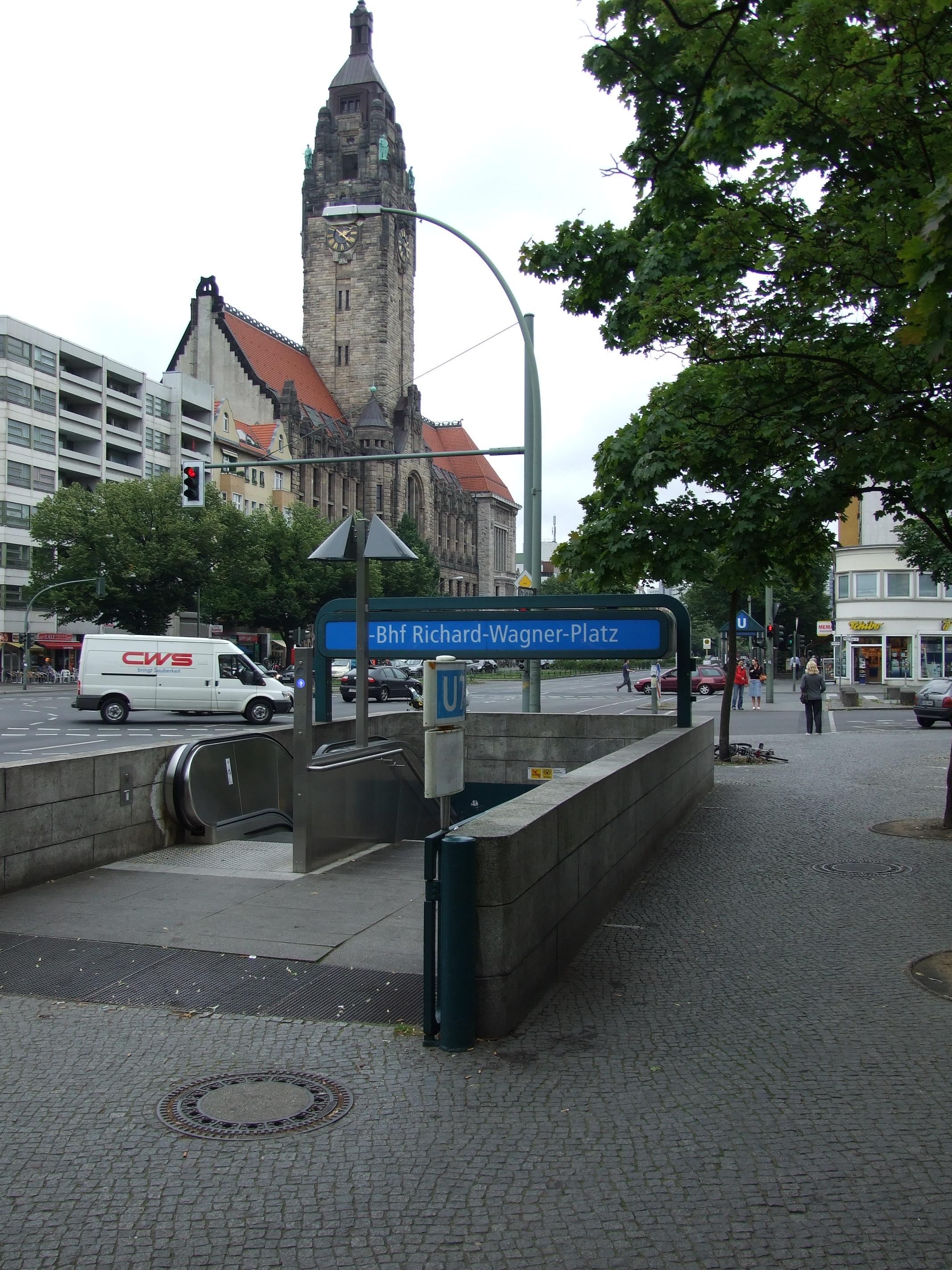
Entré från 1978
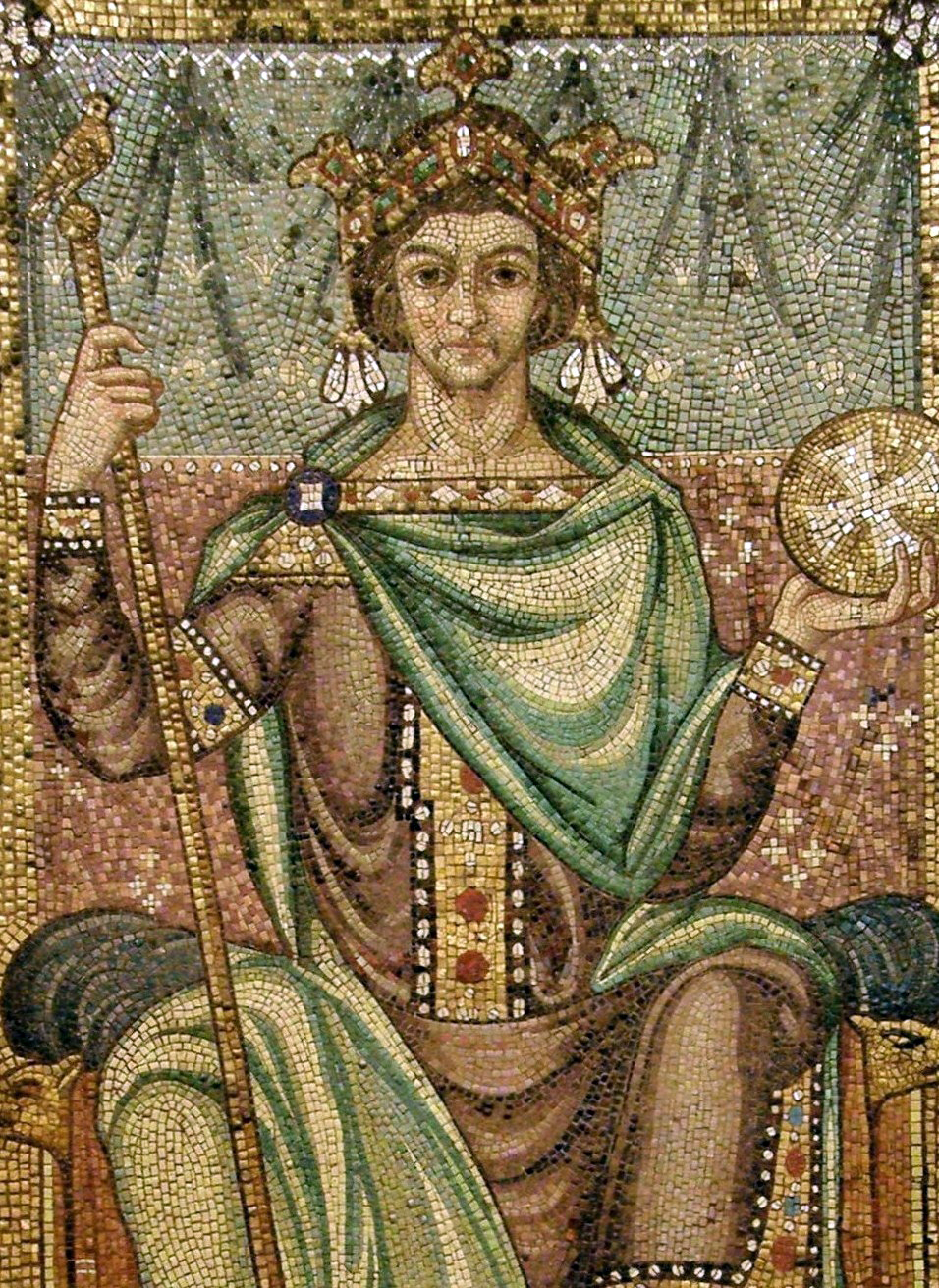
Bild från hallen ovanför spåren.
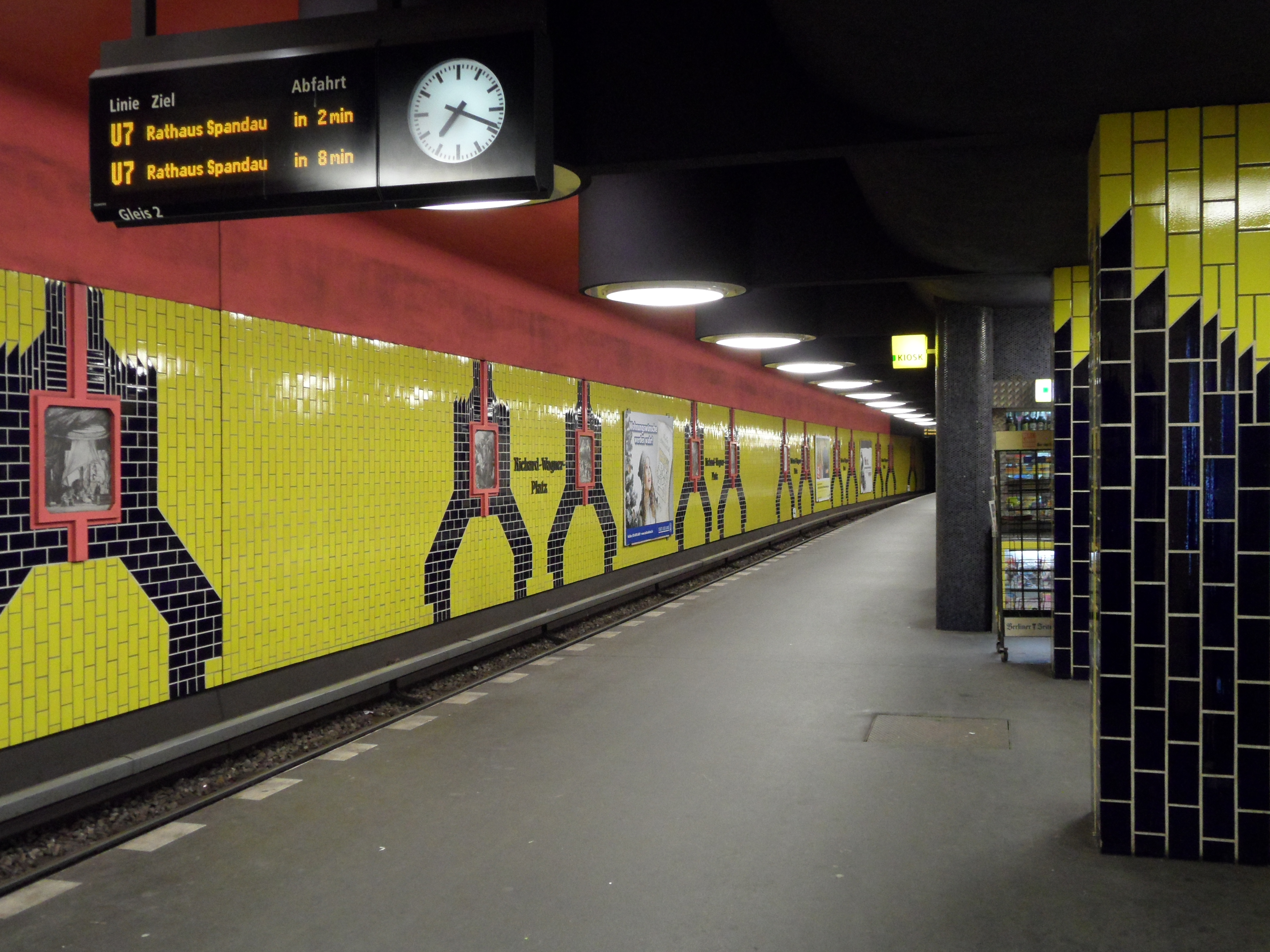
Perrong